# Trepadeira-azul
A Trepadeira-azul (nome científico: Sitta europaea) é uma espécie de ave da família das trepadeiras (Sittidae). É encontrado na região temperada da Ásia e da Europa. Como as outras trepadeiras, possui cauda curta e bico longo, as partes superiores cinza-azulado e a linha do olho de cor negra. É um pássaro de canto melodioso. Existem mais de 20 subespécies divididas em três principais grupos: os do oeste possuem a parte superior das pernas laranjas, os da Rússia possuem a parte superior da perna branca e os do Extremo Oriente possuem a garganta branca.
Seu habitat preferido são florestas maduras de decíduas ou mistas, com árvores antigas e de grande porte, especialmente carvalhos. Os casais defendem seu território e nidificam em buracos nas árvores, comumente em ninhos abandonados de pica-paus, e às vezes em fendas naturais. Se o orifício de entrada for muito grande, a fêmea o diminui tapando parte com barro, podendo forrar o ninho da mesma forma. São postos entre 6 a 9 ovos brancos salpicados de vermelho.
Se alimenta principalmente de insectos, preferindo lagartas e besouros, mas durante o outono e o inverno podem comer nozes e sementes. Os filhotes comem insectos e sementes, que podem ser encontrados em troncos de árvores e galhos grandes. Facilmente se alimenta de comida servida por humanos, como restos de comida e sementes. Costuma estocar comida, fazendo isso o ano todo. Seu predador natural é o gavião-da-europa.
A fragmentação das florestas pode causar a perda das áreas de nidificação da espécie, mas apesar disso, sua área de alcance está aumentando. Sua área de alcance e reprodução é tão grande que a IUCN o classifica como espécie pouco preocupante.

## Taxonomia
As trepadeiras são a família de pássaros parecidos com caudas e asas pequenas, corpo compacto e bico comprido. Possuem a parte superior das pernas cinzas ou azuladas, a linha do olho preta e patas fortes. Todos estão incluídos no género monotipo Sitta. No género, as trepadeiras-europeias formam superespécies com as Sitta cashmirensis, Sitta nagaensis, Sitta castanea e Sitta cinnamoventris que no passado eram consideradas coespecíficas em um só.
A Trepadeira-azul foi descrita Linnaeus em seu Systema naturae em 1758 antes de ter seu nome actual. Sitta é derivado do nome do pássaro em grego antigo: σιττη, sittē, e o nome da espécie, europaea, é uma tradução para latim de "Europeu". Os registros fósseis são raros, e na Europa é limitado ao extinto Sitta senogalliensis que vivia no início do Mioceno na Itália e um pouco depois na França, demonstrando que a origem da família é relativamente recente.

### Subespécies
Há mais de 20 subespécies, mas não há consenso a respeito de seu número exato. Seu táxon está dividido em 3 grupos, podendo ter ocorrido um isolamento geográfico relativamente recente. As aves de aparecimento intermediário são encontradas nas áreas de sobreposição dos grupos.
| Subespécies          | Subespécies                                | Subespécies                                              | Subespécies |
| Grupo de subespécies | Aparência                                  | Distribuição                                             | Subespécies |
| -------------------- | ------------------------------------------ | -------------------------------------------------------- | --- |
| Grupo caesia         | Peito castanho-amarelado e garganta branca | Maior parte da Europa, Norte da África, Oriente Médio    | S. e. caesia, S. e. hispaniensis, S. e. cisalpina, S. e. levantina, S. e. persica, S. e. rubiginosa, S. e. caucasica |
| Grupo europaea       | Peito castanho-amarelado                   | Escandinávia e leste da Rússia ao Japão e norte da China | S. e. europaea, S. e. asiatica, S. e. arctica, S. e. baicalensis, S. e. albifrons, S. e. sakhalinensis, S. e. takatsukasai, S. e. clara, S. e. amurensis, S. e. hondoensis, S. e. roseilia, S. e. bedfordi, S. e. seorsa |
| Grupo sinensis       | Peito e garganta castanho-amarelado        | Sul e leste da China e Taiwan                            | S. e. sinensis, S. e. formosana |

O grande, peito-branco S. e. arctica do nordeste da Sibéria é diferenciado em aparência e geneticamente, e pode ser separada em outro grupo de subespécies ou em uma espécie em separado.

## Descrição

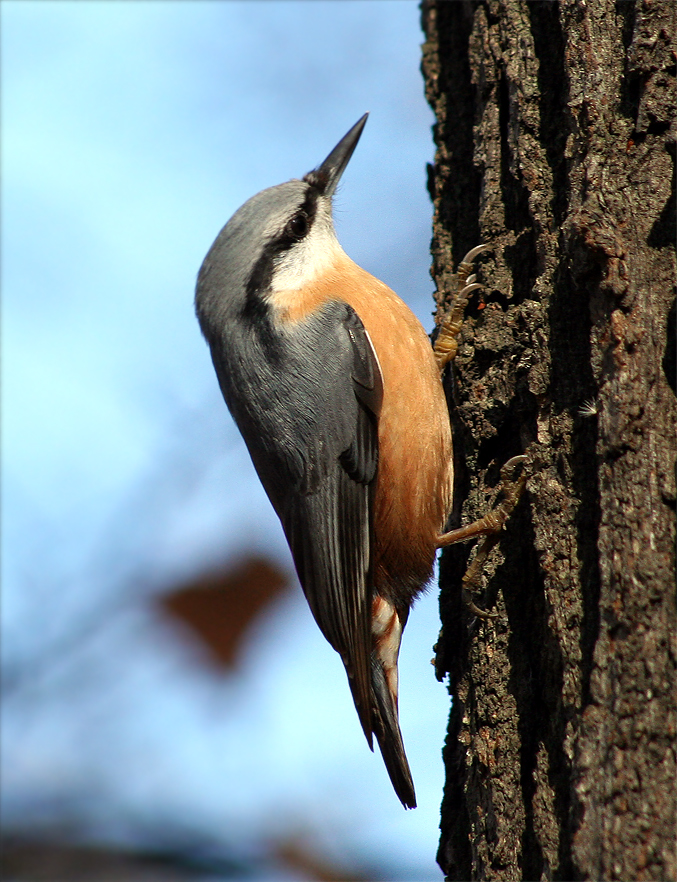
Macho de S. e. caesia na Polônia

O macho adulto da subespécie nominal, S. e. europaea, tem 14 centímetros de comprimento e 22,5 a 27 cm de envergadura. Pesa entre 17 e 28 gramas. Possui as partes superiores azul-acinzentadas, a faixa transocular preta e a garganta e as partes inferiores do corpo brancas. O bico é cinza escuro, com uma área branca na base da mandíbula; a íris é marrom escura e as pernas e as patas são marrom claras ou acinzentadas. A maior parte dos outros membros do grupo S. e. europaea diferem apenas em alguns poucos detalhes da forma nominal, e às vezes pela tonalidade da sua coxa, mas a S. e. arctica é bastante diferente. É grande, pálida e possui a testa branca e a faixa transocular menor; além de ter mais área branca na cauda e nas asas que as outras subespécies. As trepadeiras se movem nas árvores através de pequenos saltos e não usam a cauda para se equilibrar. Durante o voo, apresentam um padrão característico, com a cabeça apontada, asas arredondadas e a cauda pequena e quadrada. O voo é rápido, com as asas se fechando entre as batidas, e geralmente de curta duração.
S. e. caesia, a mais difundida das subespécies do oeste, possui as partes inferiores do corpo de tonalidade laranja a castanho-amarelada, com exceção da garganta e bochechas brancas. As outras formas ocidentais diferem principalmente no exato tom das partes inferiores do corpo, embora algumas formas do sudeste também apresentem a testa e o supercílio brancos. S. e. sinensis e S. e. formosana, da China e Taiwan respectivamente, possuem a parte inferior do corpo castanho-amarelado, como os padrões ocidentais, mas tem essa mesma cor, no lugar do branco, na garganta. A fêmea tem uma aparência semelhante a do macho, mas pode ser distinguida dele por possuir as partes superiores do corpo ligeiramente mais pálidas, a faixa transocular amarronzada e um tom mais desbotado em direção aos flancos e porção inferior da barriga. Na forma oriental, alguns machos da S. e. asiatica, podem possuir as partes inferiores cor de couro, tal como as fêmeas, e essas aves têm dificuldade de se acasalar naturalmente. Os filhotes se assemelham com as fêmeas, embora a sua plumagem seja mais volumosa e tenha as pernas mais pálidas. Os indivíduos podem ser diferenciados sexualmente a partir dos 12 dias de vida, graças à palidez e à cor de couro dos flancos, ou, em subespécies de peito branco, a partir do tom creme das suas partes inferiores.
Os adultos têm a muda completa depois do período reprodutivo, que leva cerca de 80 dias, começando no fim de maio e terminando no fim de setembro. A época de muda das subespécies siberianas é mais curto, indo de junho a meados de setembro. Os juvenis emplumados mudam algumas das penas coberteiras das asas ao completarem cerca de oito semanas de vida.
A trepadeira-azul é a única trepadeira presente em grande parte de sua área de ocorrência. No sudeste da Europa e no sudoeste da Ásia, o Sitta neumayer e o S. tephronota são maiores e mais pálidos que as espécies euroasiáticas. Eles também não têm manchas na cauda e costumam ser encontrados em habitats pedregosos diferentes; já o S. krueperi é pequeno e possui a testa preta e uma área avermelhada no peito. No sudoeste da China, o S. nagaensis é bastante parecido com a ave europeia, porém é mais escuro nas partes superiores, tem menos branco na cabeça e as partes inferiores são mais acinzentadas.

### Canto
A espécie canta frequentemente, comumente com um sonoro e agudo piado de alerta "dwip" normalmente repetido 2 vezes, podendo fazer mais vezes quando está excitado. Tem um estridente "sirrrr" ou "tsi-si-si" e um pequeno piado de pré-voo "tsit". O seu cantar é um longo assobio "pee-pee-pee" com várias variantes, incluindo a versão mais rápida, e pode ser misturado com piados. O canto do S. e. arctica é notalvemente diferente dos seus parentes, o que poderia a classificar como uma espécie independente, mas não há pesquisas suficientes neste ramo.

## Distribuição e habitat
A trepadeira-azul é encontrada desde a Grã-Betanha (mas não na Irlanda) ao Japão. É encontrada entre as isolinhas de julho aos 16°C, e ao norte da linha 64°N na Rússia ocidental e 69°N na Sibéria. Se reproduz no sul do mediterrâneo na Europa, no entretanto não faz isso nas ilhas, como a Sicília e na maior parte da Rússia abaixo da latitude 54-55°C. No leste de sua área de abrangência, é encontrada na maior parte da China e Taiwan e numa parte das Coreias. Já foram encontrados alguns indivíduos no Líbano e nas ilhas do Canal, e alguns registos na Finlândia onde a subespécie encontrada é a S. e. asiatica.
As populações em geral são sedentárias, com exceção da dispersão dos filhotes após a criação, e tem relutância em atravessar até pequenos trechos d'água. As subespécies do norte e do leste são dependentes das pinhas do Pinus sibirica, e em caso de uma colheita falha, alguns pássaros da subespécie S. e. asiatica podem migrar para o norte da Suécia e da Finlândia no outono, podendo permanecer para reproduzir. A S. e. arctica da Sibéria podem fazer pequenas migrações para para o sul e o leste no inverno, e o S. e. amurensis, do sudeste da Rússia, passa o inverno nas Coreias.

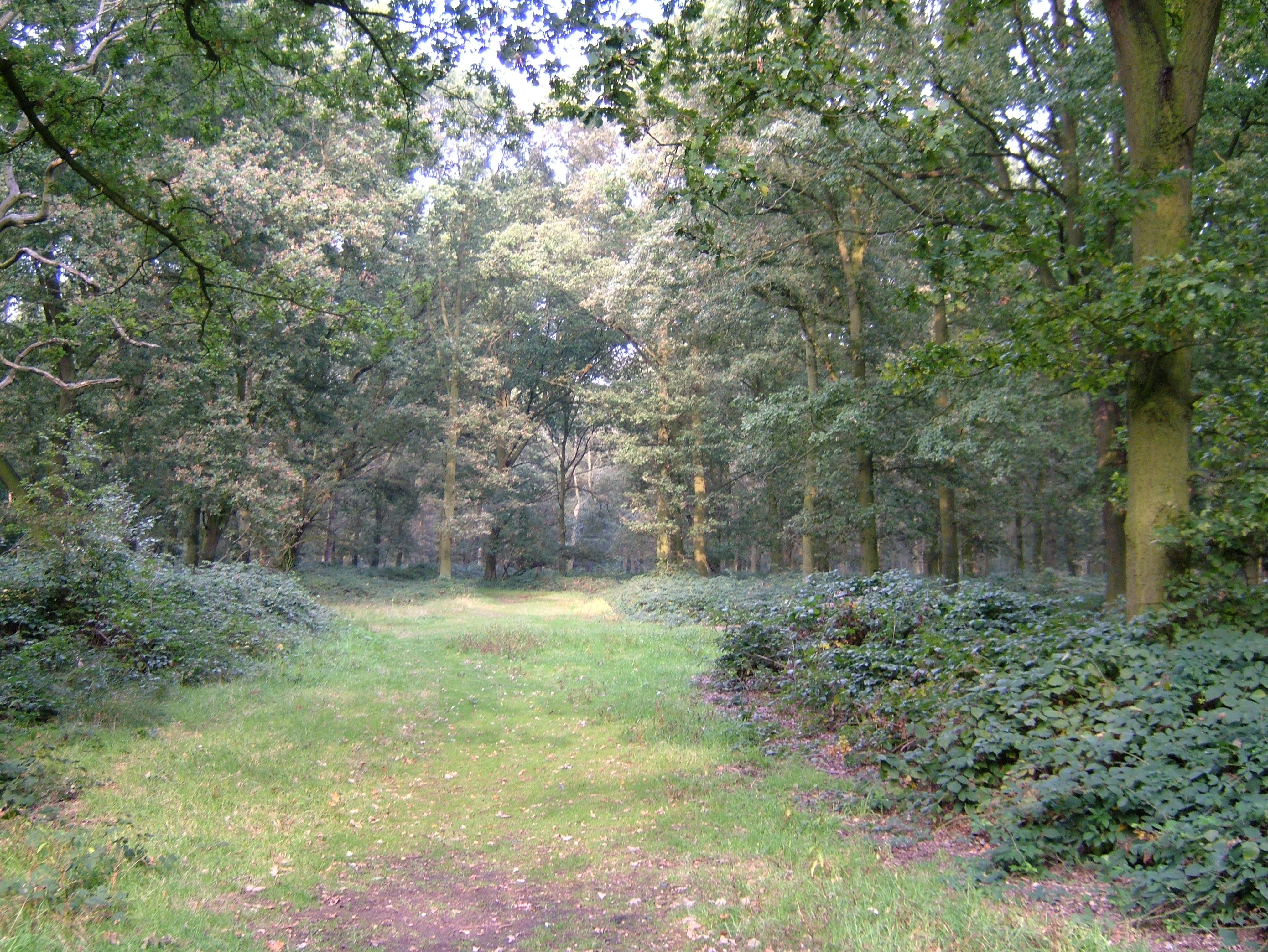
Florestas decíduas antigas são o seu habitat favorito.

Eles preferem florestas antigas com árvores grandes e velhas que proporcionam o crescimento extensivo para poder forrar e nidificar em seus buracos. Na Europa, florestas decíduas ou mista são preferidas, principalmente as de carvalho. Parques, pomares antigos ou outros lugares arbóreos podem ser ocupados desde que tenha uma área florestada de aproximadamente um 1 hectare. Particularmente em áreas montanhosas, velhas florestas de carvalho e abeto podem ser usadas, e as de pinheiros tendem ser favoritas em Taiwan. Na maior parte da Rússia, coníferas podem ser usadas para a nidificação, mas a densidade populacional é relativamente baixa. Já no Marrocos, eles nidificam em carvalho, cedro-do-atlas. Habitats incomuns incluem o zimbro anão na Mongólia e terrenos pedregosos em uma pequena área no sul da Sibéria.
É uma ave que vive principalmente em locais baixos no norte, mas alguns alcançam as áreas arborizadas da Suíça, aos 1200 metros ou mais, podendo ser encontrada ocasionalmente numa altitude entre 1800 e 2100 metros na Áustria. É encontrada em altitudes semelhantes na Turquia, no Oriente Médio e na Ásia central. No Japão, vive em montanhas no sul, em uma altitude entre 760 e 2100 metros e em Taiwan entre 800 e 3300 metros, mas no sudeste da China, o Sitta nagaensis está em altitudes mais altas, com a trepadeira-azul ficando em locais mais baixos.

## Ecologia

### Reprodução

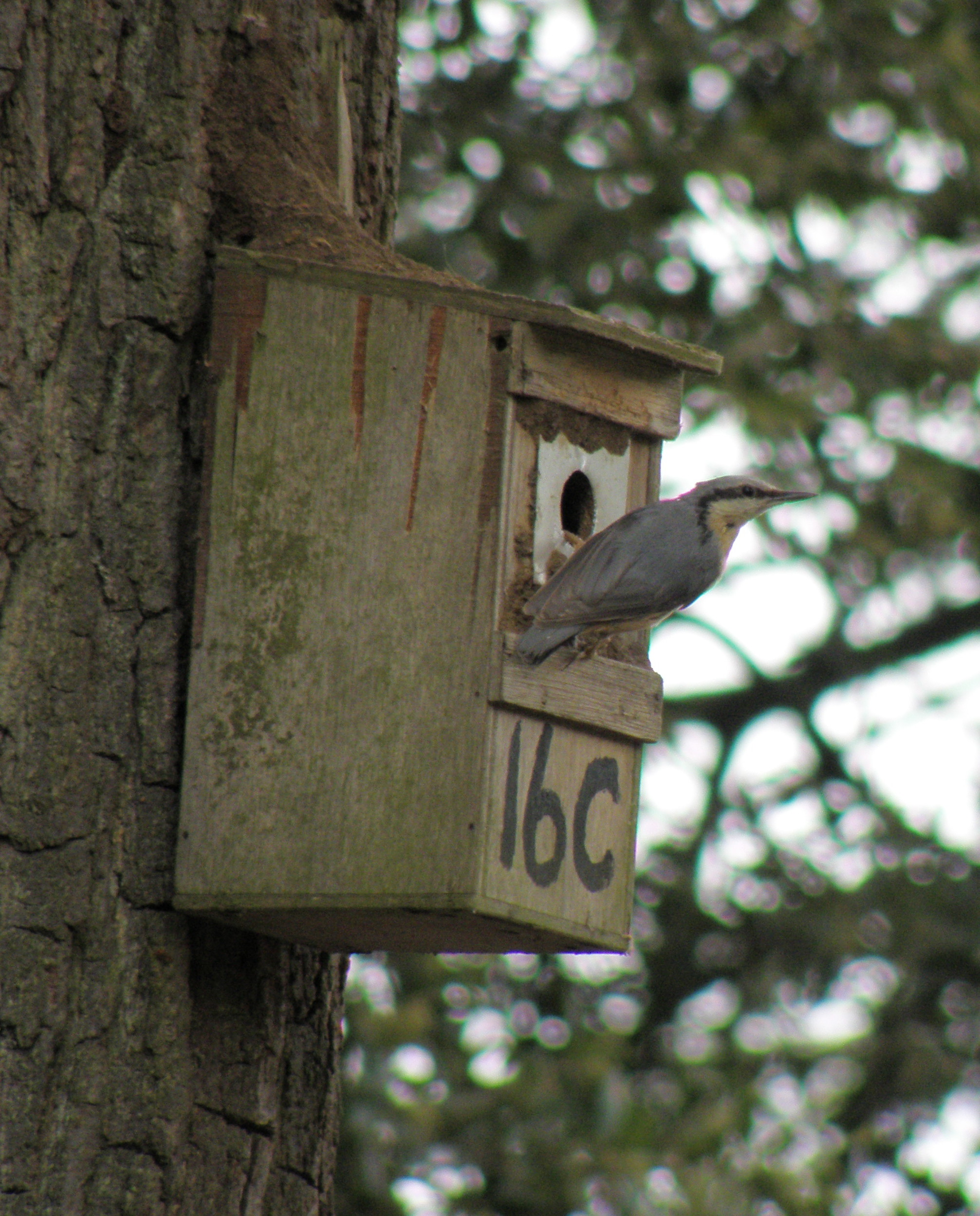
A trepadeira-azul é mais relutante em nidificar em caixa-ninho do que qualquer outra espécie que faz ninho em buraco de árvore.

A trepadeira-azul é monogâmica, e o casal ocupa a área de reprodução durante o inverno.O tamanho dos territórios variam em 2 hectares na Europa e 30,2 em florestas menos ocupadas de conífera na Sibéria. O macho canta para defender o território e atrair a fêmea. Ambos os sexos realizam o cortejo sexual  com oscilações, voo trêmulo e o macho realiza vôos circulares com a cauda aberta e a cabeça levantada. Ele pode alimentar a fêmea enquanto a corteja.Embora o casal dure a vida inteira, estudos genéticos realizados na Alemanha revelaram que 10% dos filhotes analisados eram de outro pai, normalmente de um território adjacente.

O ninho é feito em um buraco na árvore, comumente num ninho abandonado de pica-pau, mas podendo ser de origem natural. Ocasionalmente, a fêmea pode alargar o buraco existente usando madeira podre. O ninho costuma ficar a 20 metros de altura, com uma base profunda a base de casca de pinheiro ou de lasca de madeira, sendo raramente usado material vegetal seco. Se o buraco for grande demais, a fêmea pode usar barro, lama e, às vezes, esterco para reduzir o buraco.Uma entrada pequena e um interior grande, juntos com uma camada profunda de lascas de madeira, onde são postos os ovos e os filhotes quando os pais saem do ninho, podem ser adaptações para reduzir a chance de predação. Ninhos com buracos menores tendem terem mais sucesso. Em alguns lugares, um buraco pequeno pode fazer com que o casal seja expulso por estorninhos A fêmea realiza a maior parte do trabalho, às vezes revestindo o buraco também, fazendo com que se demore 4 semanas para se completar a construção. O ninho costuma ser reutilizado nos anos seguintes.
A ninhada costuma ter de 6 a 9 ovos, que são brancos salpicados de vermelho, mas podem chegar a 13. Os ovos possuem tamanho médio de 19,5 por 14,4 milímetros e pesam 2,3 gramas sendo 6% a casca. A fêmea choca os ovos entre 13 e 18 dias até eclodir, e os filhotes são altriciais até sua primeira muda, ao 20-26 dias. Ambos os pais alimentam os filhotes no ninho até se tornarem independentes ao 8 e 14 dias depois da muda. Normalmente só a uma ninhada por ano.Quando são usadas caixas-ninho, a ninhada é maior e o número filhotes também é maior. Por não serem limpas, não há relação entre o tamanho da ninhada com o tamanho de buracos naturais.
A natureza sedentária da espécie faz com que os jovens apenas adquiram um território se achar uma área vazia ou para ficar no lugar de um adulto que morreu. Na Europa, os jovens sempre se movem para locais desabitados, mas em territórios maiores da Sibéria, muitos vivem na mesma área de reprodução de um casal adulto.
A taxa de sobrevivência de adultos está entorno dos 51%,e um pequeno estudo belga verificou que havia uma taxa de sobrevivência de 25% nos jovens. A esperança de vida é de dois anos e a maior idade conhecida de um indivíduo na natureza é de 12 anos e 10 meses no Reino Unido. Também há o recorde suíço de 10 anos e 6 meses.

### Alimentação
A trepadeira-azul se alimenta principalmente de insectos, preferindo lagartas e besouros. No outono e no inverno, sua é dieta é complementada com nozes e sementes, avelãs e faia, costumam ser os favoritos. Os filhotes são alimentados de insectos oferecidos pelos pais, incluindo algumas sementes. Seus alimentos são encontrados em troncos e galhos de árvores, mas galhos pequenos também são verificados, e a comida também pode ser achada no chão, principalmente fora do período reprodutivo. Podem se alimentar quando estão descendo da árvore, assim como na escalada. Algumas presas são capturadas durante o voo, e poderá tirar cascas e madeira podre para procurar insectos, entretanto não consegue perfurar madeira saudável como o pica-pau. Um casal pode interagir temporariamente com outras espécies para se alimentar e aceitá-las em seu território.Pode frequentar tábuas e alimentadores para pássaros no inverno, comer restos de comida humana como gorduras, queijos, manteiga e pão. Já foi registado mexendo em restos de matadouro. Alimentos muito duros como nozes ou insectos grandes são encravados em buracos na casca de árvores e esmagados com seu forte bico.
Alimentos vegetais são estocados o ano todo, mas principalmente no outono. Sementes são escondidas em rachaduras nas cascas das árvores, podendo ser em muros ou no chão. Os alimentos são com líquen, musgo ou pequenos pedaços de casca. A comida escondida é recuperada em água fria. Os pássaros siberianos estocam as sementes do pinheiro-siberiano, podendo acumular o suficiente para o ano todo.Escondem a comida podendo incluir pedaços de pão, lagartas e larvas. O estocamento é uma estratégia de longo prazo, estocando alimentos que só serão consumidos quando a comida fresca for escassa, podendo demorar cerca de 3 meses para usá-lo. Pássaros com estoque de alimento são mais aptos do que aqueles com estoque limitado. As colheitas de faia variam de ano a ano. Quando a faia é uma importante parte na sua dieta, a taxa de adultos sobreviventes é praticamente inalterada, mas a taxa cai nos pássaros jovens no outono uma vez que morrem por causa da fome ou da migração. Em áreas onde a avelã comum é predominante das três espécies, o padrão dos adultos não se modificam e dos jovens caem devido a falta de nutrientes da avelã.

## Predadores e parasitas

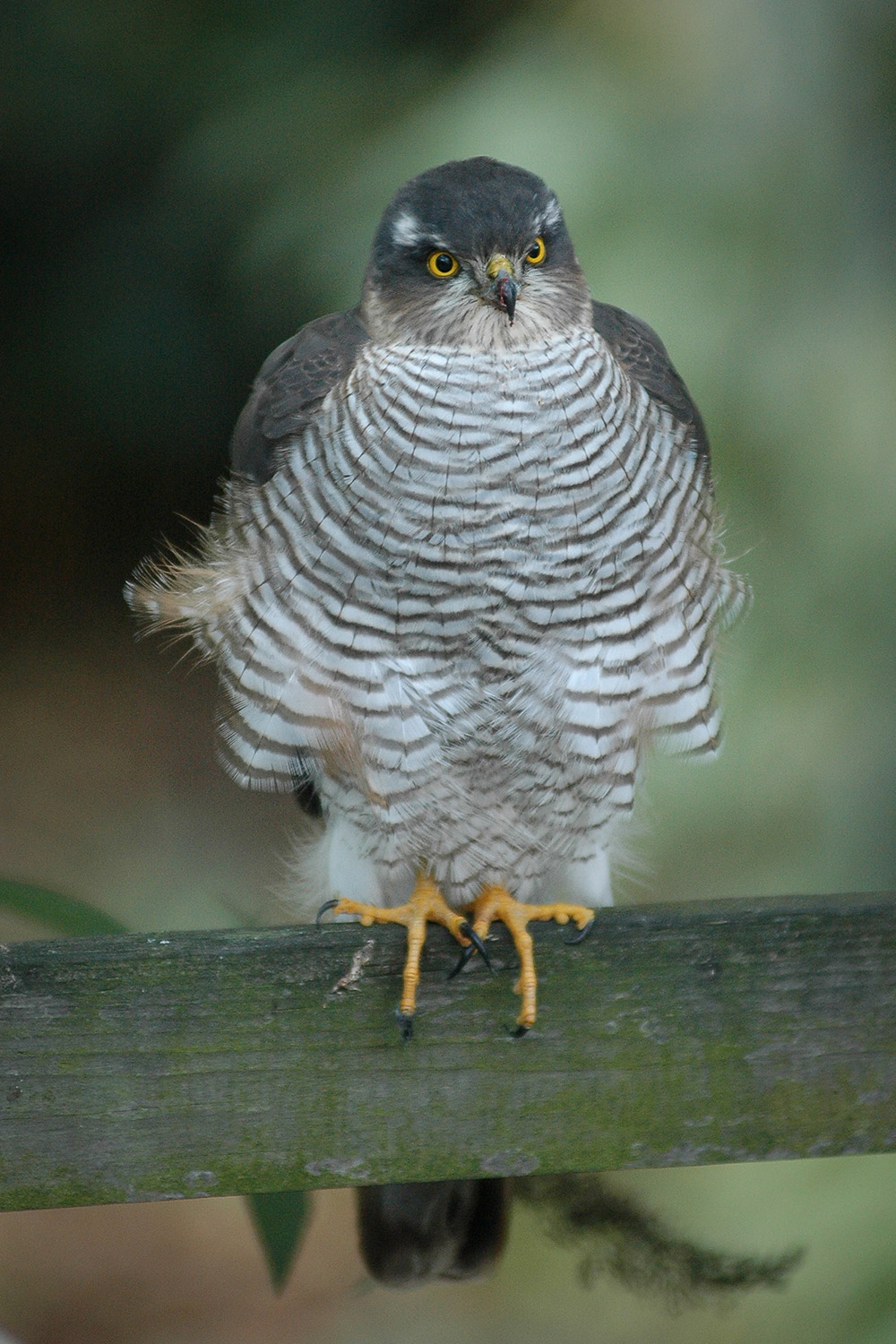
O Gavião-da-europa é o seu principal predador.

Em toda sua área de abrangência européia, seu principal predador é o gavião-da-europa. Outras espécies conhecidas por serem predadoras são o açor, o hobby, o aluco, o mocho-pigmeu e a doninha-anã. Um estudo sueco mostrou que 6,2% dos ninhos analisados estavam em áreas onde haviam predadores. Os predadores não foram identificados, mas o único predador de ninhos de chapim é o pica-pau-malhado-grande.
Os estorninho-comums podem remover a trepadeira-azul do ninho, reduzindo o sucesso do acasalamento. Isso é mais provável de ocorrer quando o ninho está em uma árvore alta e com grande densidade de indivíduos da espécie. O introduzido periquito-de-colar pode competir pelo ninho. O periquito costuma ocorrer em áreas de florestas fragmentadas e urbanizadas, enquanto a trepadeira-azul prefere florestas antigas de carvalho, assim reduzindo a competição. Ornintologistas conduzindo um estudo belga em 2010 disseram que o problema não era tão grave para ser abater os periquitos.
Ácaros do género Ptilonyssus, como o P. sittae, estavam sendo encontrados na cavidade nasal dos pássaros. Vermes intestinais, incluindo os nematóides Tridentocapillaria parusi e Pterothominx longifilla foram encontrados. Pequenos estudos na Eslováquia e Espanha revelaram que não foram encontrados parasitas no sangue, mas um pequeno estudo espanhol revelou indícios de infecções por Plasmodium.

## Status

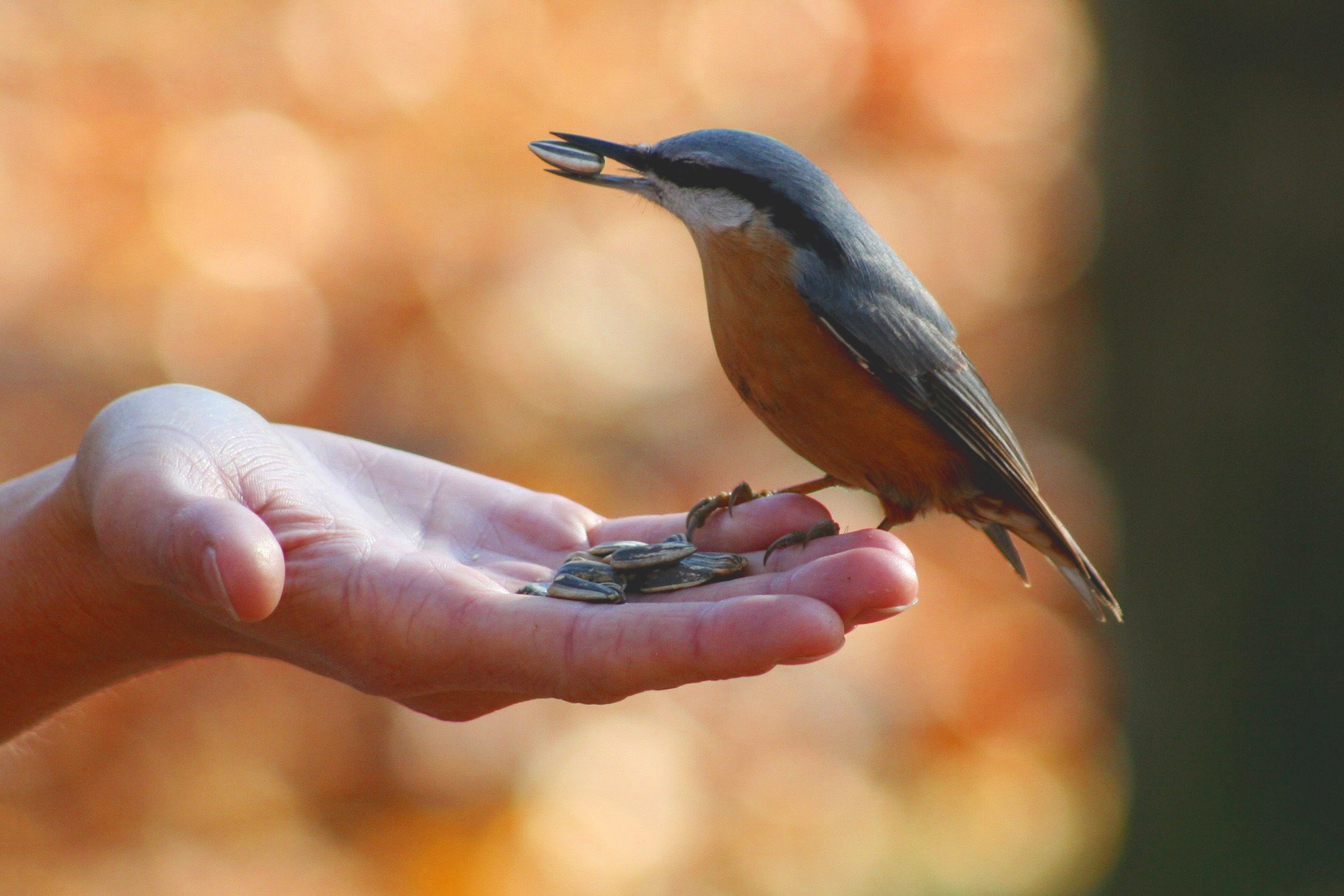
Macho S. e. caesia comendo sementes de girassol na Polônia

A população de trepadeira-azul na Europa é estimada entre 22,5 a 57 milhões de indivíduos, sugerindo que haja no mundo todo entre 45,9 a 228 milhões de indivíduos. China, Taiwan, Coreia, Japão e Rússia possuem entre 10.000 a 100.000 casais. Sua área conhecida de reprodução está entre os 23,3 milhões de km². que tem grande proporção devido a grande quantidade de habitat adequado. e a população parece estável. O grandes números e a sua área de distribuição faz com que a espécie seja classificada pela IUCN como uma espécie pouco preocupante.
É muito comum nas suas areas de distribuição, apesar de sua baixa densidade no extremo norte e em florestas de coníferas. Os números anuais de indivíduos na Sibéria varia de ano em ano, dependendo da disponibilização de pinhas. Nas recentes décadas, a espécie tem ocorrido na Escócia e nos Países Baixos e se expandindo ao País de Gales, ao norte da Inglaterra, a Noruega e a cordilheira do Atlas no norte da África. O S. e. asiatica se reproduz intermitentemente na Finlândia e no norte da Suécia, causando uma explosão populacional seguida de morte massiva. Devido ser dependente de árvores grandes e grossas, a queda ou fragmentação de florestas antigas podem causar uma queda ou perda na população local.